# Open Barletta 2012
L'Open Barletta 2012 è stato un torneo professionistico di tennis maschile giocato sulla terra rossa. È stata la 16ª edizione del torneo che fa parte dell'ATP Challenger Tour nell'ambito dell'ATP Challenger Tour 2012. Si è giocato a Barletta in Italia dal 2 all'8 aprile 2012.

## Partecipanti

### Teste di serie
| Nazionalità | Giocatore        | Ranking* | Testa di serie |
| ----------- | ---------------- | -------- | -------------- |
| Italia      | Fabio Fognini    | 55       | 1              |
| Italia      | Filippo Volandri | 58       | 2              |
| Italia      | Potito Starace   | 70       | 3              |
| Spagna      | Pere Riba        | 87       | 4              |
| Tunisia     | Malek Jaziri     | 93       | 5              |
| Romania     | Victor Hănescu   | 95       | 6              |
| Italia      | Simone Bolelli   | 109      | 7              |
| Germania    | Daniel Brands    | 131      | 8              |

(*) Ranking al 19 marzo 2012.

### Altri partecipanti
Giocatori che hanno ricevuto una wild card:
- Simone Bolelli
- Enrico Burzi
- Fabio Fognini
- Michal Schmid

Giocatori che sono passati dalle qualificazioni:
- Denis Bejtulahi
- Filip Krajinović
- Nikola Mektić
- Giammarco Micolani

## Campioni

### Singolare
Aljaž Bedene ha battuto in finale  Potito Starace con il punteggio di 6–2, 6–0

### Doppio
Johan Brunström /  Dick Norman hanno battuto in finale  Jonathan Marray /  Igor Zelenay con il punteggio di 6–4, 7–5